# Buono a sapersi
Buono a sapersi è stato un programma televisivo italiano, spin-off di Unomattina e condotto da Elisa Isoardi dal 2014 al 2018. 
Nasce nel 2014 col titolo A conti fatti (con il sottotitolo La parola a Voi); nel 2016 cambia il titolo in Tempo & Denaro per trasformarsi nel 2017 in Buono a Sapersi; il programma è stato cancellato in seguito al passaggio della conduttrice a La prova del cuoco.

## Descrizione
Il programma aveva l'obiettivo di trattare alle tematiche riguardanti il cittadino attraverso l'attualità e l'informazione. Il consumatore italiano tipo individuato nella sua più varia accezione di cliente-utente-consumatore, che vive quotidianamente alle prese con diritti e doveri, scelte e rinunce, consumi ed economie e che ha messo al centro del proprio orientamento il controllo del prezzo e della spesa. La sigla Buono a sapersi è di Ettore Ballotta.

## L'esperto risponde
Nella trasmissione vengono coinvolti in ogni puntata medici specializzati in determinate patologie, ai quali, in 30 minuti di tempo, possono essere sottoposti quesiti riguardo alle guarigioni dalla malattia oppure ad ulteriori informazioni. La conduttrice, insieme agli ospiti in studio e allo specialista, tratta la tematica attraverso un alimento/sostanza utile nella guarigione della malattia, con in collegamento Ivan Bacchi, Umberto Salamone e Claudio Guerrini.

## Edizioni
| Stagione | Conduttrice   | Titolo                          | Inizio            | Fine           |
| -------- | ------------- | ------------------------------- | ----------------- | -------------- |
| 1ª       | Elisa Isoardi | A Conti Fatti                   | 8 settembre 2014  | 29 maggio 2015 |
| 2ª       | Elisa Isoardi | A Conti Fatti - La parola a voi | 7 settembre 2015  | 27 maggio 2016 |
| 3ª       | Elisa Isoardi | Tempo & Denaro                  | 5 settembre 2016  | 9 giugno 2017  |
| 4ª       | Elisa Isoardi | Buono a Sapersi                 | 11 settembre 2017 | 1º giugno 2018 |

## Audience
| Edizione | Rete Televisiva | Anno      | Durata    | Programmazione | Programmazione | Programmazione | Programmazione | Programmazione | Programmazione | Programmazione | Telespettatori | Share  |
| Edizione | Rete Televisiva | Anno      | Durata    | L              | M              | M              | G              | V              | S              | D              | Telespettatori | Share  |
| -------- | --------------- | --------- | --------- | -------------- | -------------- | -------------- | -------------- | -------------- | -------------- | -------------- | -------------- | ------ |
| 1ª       | Rai 1           | 2014-2015 | 60 minuti |                |                |                |                |                |                |                | 844.000        | 13,49% |
| 2ª       | Rai 1           | 2015-2016 | 70 minuti | 777.000        | 12,89%         |                |                |                |                |                |                |        |
| 3ª       | Rai 1           | 2016-2017 | 50 minuti | 698.000        | 12,53%         |                |                |                |                |                |                |        |
| 4ª       | Rai 1           | 2017-2018 | 50 minuti | 954.000        | 14,82%         |                |                |                |                |                |                |        |